# بازی‌های عشق و سرنوشت
بازی‌های عشق و سرنوشت (فرانسوی: L'Esquive‎) فیلمی به کارگردانی عبداللطیف کشیش است که در سال ۲۰۰۳ منتشر شد. این فیلم برنده جایزه سزار بهترین کارگردان، بهترین فیلمنامه، بهترین بازیگر زن آینده‌دار شد.

## بازیگران
- سارا فورستیه
- سابرینا اوزانی
- عثمان الخراز
- کارول فرانک
- رشید حامی